# Élections communales partielles maliennes de 2011
Des élections communales partielles étaient organisées le dimanche 6 février 2011 dans quatre communes du Mali à la suite de l’annulation dans ces communes des élections communales du 26 avril 2009 : il s’agit des communes de Toya, Sandaré, Bourem et de la commune IV de Bamako,.

## Commune IV de Bamako
Dans la commune IV de Bamako où quinze listes concouraient, le taux de participation est de 16,41 % des inscrits.
La liste du nouveau parti Yéléma conduite par le maire invalidé Moussa Mara arrive en première position et obtient 19 des 41 sièges à pourvoir. La liste du Rassemblement pour le Mali (RPM) obtient 8 sièges, l’Alliance pour la démocratie au Mali-Parti africain pour la solidarité et la justice (Adéma-Pasj) 6, le Mouvement patriotique pour le renouveau (MPR) et le Parti pour le développement économique et la solidarité (PDES) 3 sièges chacun et l’Union pour la république et la démocratie (URD) 2 sièges. Aucune des autres listes (CODEM, FCD, BARICA, PDM et UDD, les regroupements CNID-URP, RDS-UFDP-RJP, SADI-PIDS et les indépendants de Karoual Renouveau) n’ont franchi la barre des 5 % permettant d’obtenir un élu.

## Bourem
A Bourem, le taux de participation s’élève à 50,22 % des inscrits.
La liste du Parti pour le développement économique et la solidarité (PDES), parti se réclamant du président Amadou Toumani Touré, conduite par le député Haïdara Aïssata Cissé dite Chato, l’emporte avec la majorité absolue et obtient 15 des 23 sièges à pourvoir. La liste commune  Adéma-Pasj -RPM obtient sept sièges et l’URD  1 siège. La liste du Parti pour la renaissance nationale (Parena) n’obtient aucun élu.

## Toya
A Toya, le taux de participation s’élève à 42,20 %.
L’Adéma-Pasj arrive en tête et obtient 6 sièges sur les 11 que compte le conseil communal. L’URD  obtient les cinq autres sièges. Le MPR n’obtient aucun élu.

## Sandaré
Un électeur sur deux s’est déplacé à Sandaré qui enregistre un taux de participation de 50,13 %.
La liste du Parti pour la renaissance nationale (Parena) arrive en tête avec 7 élus sur les 17. L’Adéma-Pasj et le PDES obtiennent chacun 3 élus, le RPM, le Parti citoyen pour le renouveau (PCR), l’Union pour la démocratie et le développement (UDD) et l’URD obtiennent chacun un élu,. Le MPR n’obtient aucun élu.